# Embalmer
Embalmer (v překladu z angličtiny balzamovač) je americká death metalová kapela, která se zformovala v roce 1989 v Clevelandu v Ohiu. Mezi zakládajícími členy byli Toby Wulff (vokály, baskytara), Mark Davis, Duane Morris (oba kytara) a Roy Stewart (bicí). V letech 1992–1995 vydali dvě klasické demonahrávky Into the Oven (1991) a Rotting Remains (1993) plus jedno EP s názvem There Was Blood Everywhere (1995). Tyto věci distribuovala americká firma Relapse Records, která v roce 1997 po odchodu zpěváka Ricka Flemminga (po vydání prvního dema nahradil Tobyho Wulffa) vydala kompilační CD There Was Blood Everywhere, které obsahovalo stejnojmenné EP a demo Rotting Remains.
Kapela pak byla neaktivní až do roku 2005. První studiové album s názvem 13 Faces of Death vyšlo v roce 2006.

## Diskografie
Dema
- Into the Oven (1991)
- Taxidermist (1992) - live demo s velmi omezeným nákladem
- Rotting Remains (1993)

Studiová alba
- 13 Faces of Death (2006)

EP
- There Was Blood Everywhere (1995)

Kompilační alba
- The Collection of Carnage (2012)